# Petita Ilíada
La Petita Ilíada (en : Ἰλιὰς μικρά, llatí: Ilias parva) és un poema èpic de la literatura grega actualment perdut, que pertany al cicle troià i era atribuït a diversos autors, principalment Lesques i Cinetó. L'obra, escrita en quatre llibres, era la continuació de l'Etiòpida i anava seguida per la Iliupersis.
Segons diu Climent d'Alexandria, un filòsof i historiador anomenat Fènies indica que Lesques va competir amb Arctí de Milet, cosa que situaria la composició de la Petita Ilíada cap a l'any 700 aC.

## Argument
L'argument d'aquest llibre perdut es coneix per alguns fragments que en queden i sobretot pel resum que en va fer Procle.
La Petita Ilíada explicava la discussió per les armes d'Aquil·les entre Odisseu i Àiax el Gran després de la mort de l'heroi, que els caps aqueus van concedir a Odisseu. La bogeria que Atena va provocar a Àiax i el seu suïcidi. La captura d'Helen pels aqueus i la profecia que va fer sobre la manera d'ocupar Troia. La mort de Paris, a mans de Filoctetes. L'arribada a Troia de Neoptòlem, el fill d'Aquil·les. L'entrada d'Odisseu i Diomedes a Troia per robar el Pal·ladi, i l'entrada del Cavall de fusta a la ciutat, construït per indicació d'Odisseu.